# Ferpicloz
Ferpicloz är en ort och kommun i distriktet Sarine i kantonen Fribourg, Schweiz. Kommunen hade 251 invånare (2023).